# Die Nase (Oper)
Die Nase (russisch Нос – Nos) ist eine Oper in drei Akten (zehn Bildern) und einem Epilog von Dmitri Schostakowitsch nach Nikolai Gogols gleichnamiger Erzählung. Einige Motive sind anderen Werken Gogols und Dostojewskis entnommen. Mussorgskis Opernfragment Die Heirat und Alban Bergs Wozzeck waren musikalische Vorbilder des Werkes. Die Uraufführung fand am 18. Januar 1930 im Maly-Theater Leningrad statt.

## Handlung
Die Oper spielt in Petersburg um 1870.

### Erster Akt
Nr. 1. Vorspiel
Sankt Petersburg. Der Kollegienassessor Kowaljow wird vom Barbier Iwan Jakowlewitsch rasiert.
Nr. 2. Erstes Bild. Iwan Jakowlewitschs Wohnung
Am nächsten Morgen findet Jakowlewitsch Kowaljows Nase in seinem Brot. Seine Frau, die glaubt, er habe sie seinem Kunden abgeschnitten, fordert ihn auf, die Nase wegzuwerfen.
Nr. 3. Zweites Bild. Kai an der Newa
Das gestaltet sich aber schwierig, weil er ständig Bekannte trifft. Schließlich wirft er sie in die Newa, wird dabei aber von einem Polizisten beobachtet und zur Rede gestellt.
Nr. 4. Schlagzeugparaphrase
„Das Gesetz nimmt seinen Lauf.“
Nr. 5. Drittes Bild. Kowaljows Schlafzimmer
Entsprechend wacht Kowaljow ohne seine Nase auf. Zuerst noch ungläubig, dann entsetzt begibt er sich auf die Suche.
Nr. 6. Galopp
Genreparodie „über einen, der aus dem Trott geraten ist.“
Nr. 7. Viertes Bild. In der Kasaner Kathedrale; geheimnisvolles Halbdunkel
Wenig später sieht er seine Nase, personengroß, und in der Uniform eines Staatsrats, wie sie in der Kasaner Kathedrale betet. Unterwürfig bittet er sie, in sein Gesicht zurückzukehren. Sie weist ihn aber unter Hinweis auf ihren höheren Rang ab.

### Zweiter Akt
Nr. 8. Vorspiel vor dem Vorhang
Auf seiner Suche landet Kowaljow am Haus des Polizeipräsidenten, der aber nicht zu Hause ist.
Nr. 9. Fünftes Bild. Die Annoncenredaktion einer Zeitung
Als er bei einem Zeitungsbüro eine Suchanzeige nach seiner Nase aufgeben will, lehnt man dies irritiert ab.
Nr. 10. Zwischenspiel
Sinfonische „Paraphrase über die Verzweiflung Kowaljows“.
Nr. 11. Sechstes Bild. Kowaljows Wohnung
Zu Hause findet er seinen Balalaika spielenden Diener vor und versinkt in Selbstmitleid.

### Dritter Akt
Nr. 12. Siebtes Bild. Poststation am Stadtrand
Am Stadtrand. Der Wachtmeister bewacht eine Poststation mit zehn Polizisten, um die Nase an der Flucht zu hindern. Fahrgäste und eine Brezelverkäuferin lenken ihre Aufmerksamkeit ab. Als die Kutsche abfährt, erscheint die Nase und versucht sie aufzuhalten. Es entsteht ein Tumult, in dem die Nase als vermeintlicher Räuber zusammengeschlagen wird. Sie schrumpft dadurch auf ihre natürliche Größe und wird vom Wachtmeister festgenommen, der sie in sein Schnupftuch einwickelt.
Nr. 13. Achtes Bild. Die Wohnzimmer von Kowaljow und Podtotschina
In der Wohnung Kowaljows übergibt der Wachtmeister diesem seine Nase und erhält ein Trinkgeld. Kowaljow kann die Nase aber nicht wieder in seinem Gesicht befestigen. Auch ein Arzt kann nicht helfen, hat aber einen Trost für ihn: ohne Nase auch kein Schnupfen. Kowaljow verdächtigt die Podtotschina, ihn verhext zu haben, um seine Heirat mit ihrer Tochter zu erzwingen. Einen Brief, in dem er sie bittet, den Fluch zurückzunehmen, missversteht sie als Heiratsantrag an ihre Tochter. Sie kann ihn aber überzeugen, dass sie an der Geschichte mit der Nase unschuldig sei.
Nr. 14. Intermezzo
Die Menschen der Stadt laufen dem Gerücht nach, man könne Kowaljows Nase spazieren gehen sehen. Zunächst suchen sie beim Kaufhaus Junkers. Dann kommt es im Sommergarten zu einem Gedränge, so dass Polizei und Feuerwehr eingreifen müssen.

### Epilog
Nr. 15. Neuntes Bild. Kowaljows Schlafzimmer
Kowaljow wacht mit seiner Nase im Gesicht auf und tanzt vor Freude eine Polka. Der Barbier Jakowlewitsch kommt, um ihn zu rasieren.
Nr. 16. Zehntes Bild. Am Newski Prospekt
Kowaljow flaniert auf dem Newski Prospekt, trifft Bekannte und flirtet.

## Instrumentation
Die Orchesterbesetzung der Oper enthält die folgenden Instrumente:
- Holzbläser: Flöte (auch Piccolo und Altflöte), Oboe (auch Englischhorn), Klarinette (auch kleine Klarinette und Bassklarinette), Fagott (auch Kontrafagott)
- Blechbläser: Horn, Trompete (auch Kornett), Posaune
- Schlagzeug (neun Spieler): Große Trommel, Becken, Triangel, Tamburin, Kastagnetten, Kleine Trommel, Tamtam, Tomtom, Rassel, Gong, Pfeife, Röhrenglocken, Glockenspiel, Xylophon, Flexaton
- Kleine Domra, Altdomra
- zwei Balalaikas
- zwei Harfen
- Klavier
- Streicher

## Werkgeschichte
Die Nase ist die erste erhaltene Oper Schostakowitschs. Er schrieb sie im Alter von 22 Jahren. Der russische Titel „Nos“ ist eine Umkehr des Wortes „Son“, Traum.
Die musikalische Leitung der Uraufführung am 18. Januar 1930 im Maly-Theater in Leningrad hatte Samuil Abramowitsch Samossud. Es sangen u. a. Pavel Zhuravlenko (Platon Kowaljow), V. F. Rajkov (Iwan Jakowlewitsch), N. D. Bjelukhnina (Praskowja Ossipowna u. a.), A. M. Kabanov (Wachtmeister), Piotr I. Zasjetskij (Iwan), Ivan Neciajev (Die Nase), L. V. Samarina (Pelageja Grigorjewna Podtotschina u. a.), M. A. Jelizarova (Tochter der Podtotschina), P. P. Gusjev (Beamter der Annoncenredaktion, Arzt u. a.), B. O. Heft (Jarischkin u. a.).
Auf politischen Druck wurde die Oper nach sechzehn Vorstellungen von den Spielplänen genommen; man warf ihr das Fehlen eines positiven Helden, den Einfluss westeuropäischer Kompositionsmethoden sowie Formalismus vor. In der Sowjetunion wurde sie erst wieder 1974 gespielt. Die deutsche Erstaufführung fand 1963 in Düsseldorf statt.
2016 gab es eine vielbeachtete Produktion am Royal Opera House London in einer neuen englischen Übersetzung von David Pountney. Die musikalische Leitung hatte Ingo Metzmacher. Die Inszenierung stammte von Barrie Kosky, Regie und Ausstattung von Klaus Grünberg und die Choreographie von Otto Pichler. In den Hauptrollen sangen u. a. Martin Winkler (Assessor Kovalev), John Tomlinson (Barbier, Zeitungsbeamter, Doktor), Helene Schneiderman (Pelageja Grigorjewna Podtotschina u. a.), Ailish Tynan (Podtotschinas Tochter), Alexander Kravets (Wachtmeister u. a.), Wolfgang Ablinger-Sperrhacke (Lakai Iwan u. a.) und Susan Bickley (alte Gutsherrin). Die Nase wurde vom Tänzer Harrison Noble dargestellt. Arte Concert übertrug einen Video-Mitschnitt im Internet.